# Perumytilus purpuratus
Perumytilus purpuratus, también conocido como mejillín y chorito maico, es una especie de moluscos bivalvos de la familia Mytilidae. Es la única especie de su género Perumytilus.

## Distribución geográfica
El mejillón habita en las costas de Argentina, Chile y Perú, en una zona intermareal rocosa.

## Usos en el pasado por las poblaciones humanas

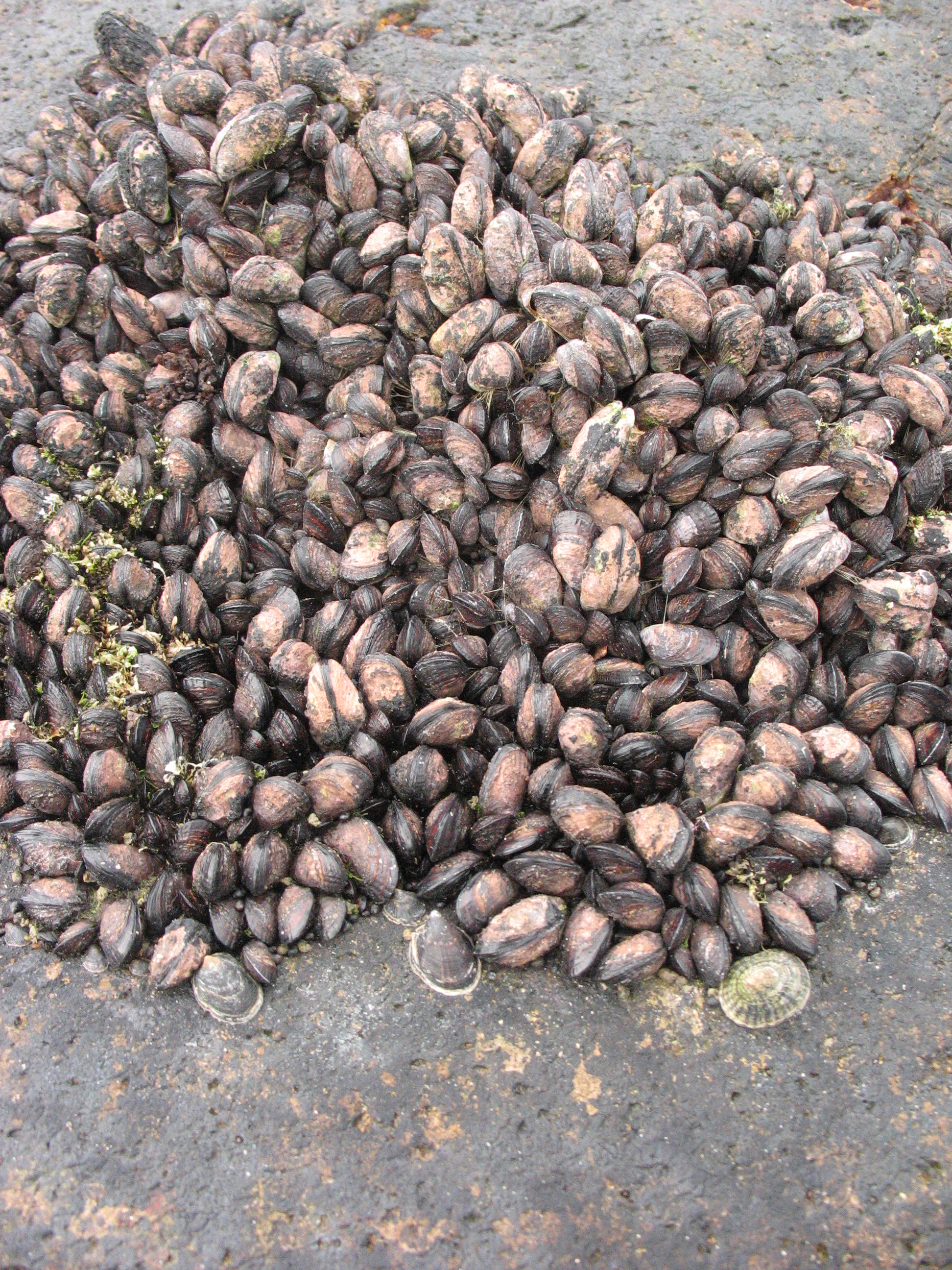
Vista de una agregación de Perumytilus purpuratus en el intermareal superior de la costa cercana a Puerto Deseado

Los mejillines son una de las especies de moluscos más comunes en el registro arqueológico de los concheros de la costa Patagónica argentina y de Tierra del Fuego formados por las poblaciones cazadoras recolectoras del pasado. Sin embargo, debido a su pequeño tamaño (menos a 30 mm) se interpreta que no fueron consumidos, sino que su presencia se sería producto del acarreo no intencional al recolectar otras especies consumidas, como Nacella magellanica, Mytilus chilensis o Aulacomya atra. Como tal, se las denomina fauna acompañante y económicamente marginales.